# Нікель (мінерал)
Нікель (рос. никель; англ. nickel; нім. Nickel n) — мінерал, самородний нікель координаційної будови — Ni. Майже повністю складається з хімічного елементу нікелю. Домішки: Co, Fe. Сингонія кубічна. Гексоктаедричний вид. Кристали кубічні розміром до 1 мм. Утворює також зростки кристалів і виділення неправильної форми. Двійники по (111). Колір жовто-бронзовий. Знайдений у вигляді включень у хізлевудиті в зразках з острова Нова Каледонія, зустрічається також у метеоритах. Назва — від шведського «nickel» — гном, злий підземний дух, який заважає гірникам (П.Рамдор, P.Ramdor, 1967).

## Різновиди
Розрізняють:
- нікель-азбест (те саме, що азбест нікелистий);
- нікель-антигорит (антигорит нікелистий);
- нікель-асболан (асболан нікелистий);
- нікель арсенистий (застаріла назва нікеліну);
- нікель-вермікуліт (вермікуліт нікелистий);
- нікель-гексагідрит (шестиводневий сульфат нікелю — Ni[SO4]•6H2O. Склад у %: NiO — 3,90-22,57; SO3 — 30,43-30,82; H2O — 41,05-41,90. Домішки: FeO (6,41); MgO (3,87);CuO (2,14).
- нікель-гімніт (те саме, що антигорит нікелистий);
- нікель-девейліт (девейліт нікелистий, різновид хризотилу, який містить NiO);
- нікель-епсоміт (епсоміт нікелистий);
- нікель-кабрерит (кабрерит — різновид анаберґіту, який містить до 9,3 % MgO);
- нікель-кобальтомелан (колоїдна суміш оксидів манґану, кобальту, нікелю та алюмінію);
- нікель-лінеїт (полідиміт); нікель-магнетит (треворит);
- нікель-мелантерит (мелантерит нікелистий);
- нікель-монтморилоніт (монтморилоніт нікелистий);
- нікель-нонтроніт (нонтроніт нікелистий);
- нікель-оксид (1. — бунзеніт — оксид нікелю координаційної будови, NiO; 2. — оксид нікелю складу Ni3O4); нікель-олівін (штучний ортосилікат нікелю — Ni2[SiO4]);
- нікель-пірит (бравоїт);
- нікель-сапоніт (сапоніт нікелистий);
- нікель-сепіоліт (сепіоліт нікелистий);
- нікель сірий (помилкова назва айкініту);
- нікель сірчистий (мілерит);
- нікель-скутерудит (хлоантит);
- нікель стибіїстий (брейтгауптит — антимонід нікелю координаціної будови, NiSb);
- нікель телуристий (мелоніт2);
- нікель-тетраедрит (тетраедрит нікелистий);
- нікель-фальерц (тетраедрит нікелистий); нікель-хлорит (хлорит нікелистий);
- нікель-хризотил (ґарнієрит).